# Frank Kurth
Frank Kurth (* 15. März 1962 in Velbert) ist ein ehemaliger deutscher Fußballspieler und heutiger -trainer.

## Spielerkarriere
Frank Kurth bestritt zehn Bundesliga-Spiele als Torwart für Fortuna Düsseldorf. Den größten Teil seiner Laufbahn (1985 bis 1994 und 1996 bis 2000) verbrachte er bei Rot-Weiss Essen in der 2. Bundesliga und der Regionalliga Nord. Mit 358 Spielen gehört er neben Willi Lippens und Heinz Wewers zu den Rekordspielern bei RWE. Zwischenzeitlich stand er für zwei Jahre bei der SG Wattenscheid 09 unter Vertrag. Insgesamt lief er für Rot-Weiss Essen und Wattenscheid 09 in 246 Zweitligaspielen auf. In der Saison 1993/94 erzielte er für Rot-Weiss Essen drei Elfmetertore. Mit RWE stand Kurth im DFB-Pokalfinale 1994.

## Trainerkarriere
Nach Abschluss seiner aktiven Karriere übernahm Kurth 1998 als Trainer die zweite Mannschaft von Rot-Weiss Essen, 2001 kurzzeitig für zehn Spiele die erste Mannschaft. Er trainierte von 2002 bis 2004 den ehemaligen Mülheimer Verbandsligisten VfB Speldorf. Von August 2006 bis November 2006 trainierte er in den Nordrhein-Oberligisten SSVg Velbert.
Von 2007 bis 2012 war er Trainer des Verbandsligisten 1. FC Wülfrath.

## Privates
Kurth ist hauptberuflich in einer Kölner Papiergroßhandlung im Vertrieb tätig.